# Stéphane Ziani
Pour les articles homonymes, voir Ziani.
Stéphane Ziani, né le 9 décembre 1971 à Nantes, est un footballeur français d'origine algérienne. Il évolue au poste de milieu de terrain.
Le nom de Stéphane Ziani, grand voyageur du football français restant rarement plus d'une saison dans le même club, reste attaché au FC Nantes, son club d'origine, où il fait deux longs passages remarqués. Tout d'abord au début de sa carrière, mais surtout à la fin, avec un titre de champion de France à la clé en 2001. Titre que ce meneur de jeu technique a déjà décroché lors de son bref mais fructueux passage au RC Lens trois saisons plus tôt. Ziani a également connu des expériences à l'étranger, avec des fortunes diverses. Passage réussi au Deportivo La Corogne, mais plus délicat au Servette de Genève, le club faisant faillite au bout de quelques mois. De retour en Corse début 2005, il ne réussit pas à sauver de la descente le Bastia. En septembre 2005, Ziani annonce sa retraite sportive alors qu'il commence la saison avec l'AC Ajaccio.

## Biographie

### Carrière de joueur
En 1988, il fait partie de l'équipe de France juniors B1 aux côtés de Christophe Dugarry et de ses coéquipiers nantais Pedros et Ouédec. 
Formé au FCN, il passe ses trois premières saisons en première division avec ce club avant d’être transféré au SC Bastia à la fin de l’année 1994. Il ne participe donc pas au sacre de son équipe d’origine qui a lieu lors de cette saison. Il poursuit ensuite sa progression lors des deux saisons suivantes à Rennes puis a Bordeaux
Le 18 juin 1997, Stéphane Ziani s'engage avec le RC Lens. Pour douze millions de francs, il vient de signer avec le RCL après une seule saison chez les Girondins de Bordeaux. Daniel Leclercq le veut à tout prix : « Il a l'étoffe des plus grands. C'est un malin avec un coffre inépuisable ». Dès l'ouverture de la saison 1997-1998 contre l'AJ Auxerre (3-0), Ziani trouve ses marques et inscrit un but. Alors que le RCL brille début octobre, Tottenham propose 30 millions de francs pour récupérer le meneur de jeu nordiste. Devenu d'une régularité exemplaire, sa vision de jeu, ses accélérations, ses crochets courts et son sens du but emmènent Lens vers les sommets. Après un ultime revers à Châteauroux, le Racing enchaîne sept succès consécutifs. Le 2 mai, Ziani perd sa quatrième finale de Coupe de sa carrière, du jamais vu pour un joueur professionnel[réf. nécessaire]. La semaine suivante, lors de l'ultime journée sur le terrain d'Auxerre, les Lensois arrachent le nul (1-1) et décrochent le titre de champion. En trente deux matchs de Championnat, il inscrit onze buts, terminant deuxième meilleur buteur du club derrière Anto Drobnjak, et délivre sept passes décisives. Il part ensuite au Deportivo La Corogne. Malgré une bonne saison, il décide de rentrer en France, le championnat espagnol étant peu médiatisé a l'époque en dehors des grands cadors Barça et Real. Après un retour mitigé chez le champion de France en titre les Girondins de Bordeaux (il a été gravement blessé en début de saison, ce qui a perturbé son intégration), il rejoint son club formateur le FC Nantes lors de la saison 2000-2001 et devient l'un des moteurs du renouveau du club qui remporte le championnat de France pour la huitième fois de son histoire. Les 3 saisons suivantes, il reste dans son club de cœur, mettant fin à un cycle de changement annuel de club depuis son premier départ du FCN
En 2022, le magazine So Foot le classe dans le top 1000 des meilleurs joueurs du championnat de France, à la 197e place.

### Reconversion
Il entraîne ensuite l'équipe de National de Libourne Saint-Seurin, en remplacement de Didier Tholot. N'étant pas titulaire du DEPF, diplôme indispensable pour entraîner une équipe à ce niveau, c'est Thierry Oleksiak qui est son adjoint. Ziani est limogé en décembre 2008 après quelques mois seulement pour manque de résultats (Libourne est alors dernier) et Oleksiak prend seul les rênes de l'équipe.
En juin 2010, il prend en charge l'équipe des moins de 19 ans du FC Nantes.
Devenu directeur technique du FC Nantes le 31 mai 2011, après que le président du club, Waldemar Kita a officialisé le nouvel organigramme du club ce même jour, il démissionne le 14 juin suivant avant de revenir à son poste le 20 juin après que Guy Hillion a quitté le club. Il démissionne à nouveau le 19 août 2011 en raison d'incompatibilité d'humeur avec la direction.

## Statistiques
| Saison                | Club                  | Championnat           | Championnat | Championnat | Championnat | Coupe nationale | Coupe nationale | Coupe nationale | Coupe de la Ligue | Coupe de la Ligue | Coupe de la Ligue | Supercoupe | Supercoupe | Supercoupe | Compétition(s) continentale(s) | Compétition(s) continentale(s) | Compétition(s) continentale(s) | Compétition(s) continentale(s) | Total | Total | Total |
| Saison                | Club                  | Division              | M.          | B.          | P.d.        | M.              | B.              | P.d.            | M.                | B.                | P.d.              | M.         | B.         | P.d.       | Comp.                          | M.                             | B.                             | P.d.                           | M.    | B.    | P.d.  |
| 1991-1992             | FC Nantes             | Division 1            | 28          | 1           | -           | -               | -               | -               | -                 | -                 | -                 | -          | -          | -          | -                              | -                              | -                              | -                              | 28    | 1     | 0     |
| 1992-1993             | FC Nantes             | Division 1            | 20          | 1           | -           | 3               | 1               | -               | -                 | -                 | -                 | -          | -          | -          | -                              | -                              | -                              | -                              | 23    | 2     | 0     |
| 1993-1994             | FC Nantes             | Division 1            | 33          | 1           | 1           | 4               | 0               | -               | -                 | -                 | -                 | -          | -          | -          | C3                             | 2                              | 0                              | 0                              | 39    | 1     | 1     |
| Sous-total            | Sous-total            | Sous-total            | 81          | 3           | 1           | 7               | 1               | 0               | 0                 | 0                 | 0                 | 0          | 0          | 0          | -                              | 2                              | 0                              | 0                              | 90    | 4     | 1     |
| 1994-1995             | SC Bastia             | Division 1            | 38          | 2           | 8           | 3               | 0               | 0               | 4                 | 0                 | 0                 | -          | -          | -          | -                              | -                              | -                              | -                              | 45    | 2     | 8     |
| 1995-1996             | Stade rennais         | Division 1            | 37          | 1           | -           | 1               | 0               | -               | 2                 | 0                 | 0                 | -          | -          | -          | -                              | -                              | -                              | -                              | 40    | 1     | 0     |
| 1996-1997             | Girondins de Bordeaux | Division 1            | 37          | 4           | 2           | 4               | 0               | -               | 5                 | 1                 | -                 | -          | -          | -          | -                              | -                              | -                              | -                              | 46    | 5     | 2     |
| 1997-1998             | RC Lens               | Division 1            | 32          | 11          | 2           | 6               | 3               | -               | 2                 | 0                 | -                 | -          | -          | -          | -                              | -                              | -                              | -                              | 40    | 14    | 2     |
| 1998-1999             | Deportivo La Corogne  | Liga                  | 36          | 6           | -           | 6               | 0               | -               | -                 | -                 | -                 | -          | -          | -          | -                              | -                              | -                              | -                              | 42    | 6     | 0     |
| 1999-2000             | Girondins de Bordeaux | Division 1            | 20          | 6           | 2           | 5               | 0               | -               | 1                 | 0                 | -                 | 1          | 0          | -          | C1                             | 5                              | 0                              | 0                              | 32    | 6     | 2     |
| 2000-2001             | FC Nantes             | Division 1            | 31          | 4           | 4           | 4               | 1               | 0               | 4                 | 1                 | 0                 | -          | -          | -          | C3                             | 8                              | 3                              | -                              | 47    | 9     | 4     |
| 2001-2002             | FC Nantes             | Division 1            | 29          | 1           | 2           | -               | -               | -               | 1                 | 0                 | 0                 | 1          | 0          | 0          | C1                             | 9                              | 1                              | 2                              | 40    | 2     | 4     |
| 2002-2003             | FC Nantes             | Ligue 1               | 30          | 2           | 0           | 1               | 0               | -               | -                 | -                 | -                 | -          | -          | -          | -                              | -                              | -                              | -                              | 31    | 2     | 0     |
| 2003-2004             | FC Nantes             | Ligue 1               | 29          | 2           | 0           | 2               | 0               | -               | 3                 | 0                 | -                 | -          | -          | -          | CI                             | 3                              | 0                              | 1                              | 37    | 2     | 1     |
| Sous-total            | Sous-total            | Sous-total            | 119         | 9           | 6           | 7               | 1               | -               | 8                 | 1                 | 0                 | 1          | 0          | 0          | -                              | 20                             | 4                              | 3                              | 155   | 15    | 9     |
| 2004-2005             | Servette Genève       | Super League          | 14          | 0           | 1           | 1               | 0               | -               | 0                 | 0                 | -                 | -          | -          | -          | C3                             | 2                              | 0                              | 0                              | 17    | 0     | 1     |
| 2004-2005             | SC Bastia             | Ligue 1               | 15          | 1           | 1           | -               | -               | -               | -                 | -                 | -                 | -          | -          | -          | -                              | -                              | -                              | -                              | 15    | 1     | 1     |
| 2005-2006             | AC Ajaccio            | Ligue 1               | 7           | 0           | -           | -               | -               | -               | -                 | -                 | -                 | -          | -          | -          | -                              | -                              | -                              | -                              | 7     | 0     | 0     |
| Total sur la carrière | Total sur la carrière | Total sur la carrière | 436         | 43          | 23          | 40              | 5               | 0               | 22                | 2                 | 0                 | 2          | 0          | 0          | -                              | 29                             | 4                              | 3                              | 529   | 54    | 26    |

## Palmarès

### En club

#### FC Nantes
- Finaliste de la Coupe de France en 1993.
- Champion de France en 2001.
- Vainqueur du Trophée des Champions en 2001.

#### SC Bastia
- Finaliste de la Coupe de la Ligue en 1995.

#### Girondins de Bordeaux
- Finaliste de la Coupe de la Ligue en 1997.

#### RC Lens
- Champion de France en 1998.
- Finaliste de la Coupe de France en 1998

## Distinctions personnelles
- Figure dans l'équipe type de la Division 1 en 1998[8].

## Repère
- 1er Match en Ligue 1 le 20 juillet 1991 : FC Nantes - PSG (0-0)